# Casa Modernista (rua Itápolis)
A Casa Modernista da Rua Itápolis, ou, apenas, Casa Modernista, é uma edificação realizada pelo arquiteto ucraniano-brasileiro Gregori Warchavchik, construída ao longo do ano de 1929 e inaugurada em 1930 na rua Itápolis, bairro do Pacaembu, na região central da cidade de São Paulo. Considerada uma construção-símbolo da chamada arquitetura moderna, a edificação trouxe inovações e soluções arquitetônicas e representou a chegada definitiva da filosofia da Semana de Arte Moderna de 1922 a arquitetura brasileira.
O imóvel foi inaugurado no dia 26 de março de 1930, com uma exposição, voltada à apresentação das citadas inovações, que durou 21 dias e recebeu, ao todo, mais de 20 mil visitantes, entre eles nomes históricos das artes brasileiras, como Mário de Andrade e Lasar Segall, além de outros que cederam obras à mostra, como Tarsila do Amaral. Em 2010, na comemoração de 80 anos da inauguração, houve duas mostras, uma realizada na própria casa, após um processo de restauração, para que interessados tivessem contato com o tipo de arquitetura praticado ali, e outra, no Museu da Casa Brasileira, em homenagem ao trabalho de Warchavchik.
A unidade da Casa Modernista na Rua Itápolis, assim como as outras, nas ruas Bahia e Santa Cruz, nos bairros de Higienópolis e Vila Mariana, respectivamente, é tombada como patrimônio histórico e artístico em todas as esferas de poder do Brasil. A edificação recebeu essa classificação por parte do Instituto do Patrimônio Histórico e Artístico Nacional (IPHAN) em 1986, com as confirmações municipal em 1991, através do Conpresp, e estadual em 1994, através do Condephaat, em ações que incluíam conjuntamente as três construções.

## História

### O autor
Um dos precursores da chamada arquitetura moderna no Brasil, o arquiteto ucraniano-brasileiro Gregori Warchavchik, formado no Instituto Real de Belas Artes de Roma, nasceu em Odessa, na Ucrânia, no dia 2 de abril de 1896, se mudando para o país aos 27 anos, em 1923.

Dois anos depois, em 1923, escreve o texto Acerca da arquitetura moderna, publicado inicialmente no período Il Piccollo, da comunidade italiana de São Paulo, depois republicado, em português, no jornal Correio da Manhã. O texto é considerado o primeiro manifesto modernista para a arquitetura produzido no Brasil. Entre os argumentos expostos no texto, Warchavchik defende a negação da arquitetura tradicional e o olhar voltado para a racionalidade e o futuro:
"O caráter da nossa arquitetura como das outras artes, não pode ser propriamente um estilo para nós, os contemporâneos, mas sim para as gerações que nos sucederão. A nossa arquitetura deve ser apenas racional, deve basear-se apenas na lógica e esta lógica devemos opô-la aos que estão procurando por força imitar na construção algum estilo".
Após casar-se, em 1927, com Mina Klabin, herdeira de uma das famílias da elite paulistana, o arquiteto obteve sua cidadania brasileira e passou a frequentar as rodas de intelectuais modernistas da época, passando também a atuar por conta própria. No ano seguinte, em 1928, constrói a primeira Casa Modernista, localizada no cruzamento da Rua Santa Cruz com a Rua Capitão Rosendo, no bairro da Vila Mariana, considerada o primeiro exemplar da arquitetura modernista no Brasil. Posteriormente, em 1930, inaugura-se a casa da Rua Itápolis.

### Abertura e exposição
De estilo similar à anterior, esta Casa Modernista, localizada na rua Itápolis, no bairro do Pacaembu, foi inaugurada em 26 de março de 1930, com uma exposição, que ficaria em cartaz durante 21 dias. A mostra, que ficaria conhecida como Exposição de uma casa modernista, atrairia cerca de 20 mil visitantes à construção de Warchavchik, incluindo a presença de nomes famosos do modernismo brasileiro, como  Mário de Andrade, Oswald de Andrade e Lasar Segall e a exibição nas paredes de obras de outros destes artistas, casos de Tarsila do Amaral e Victor Brecheret.

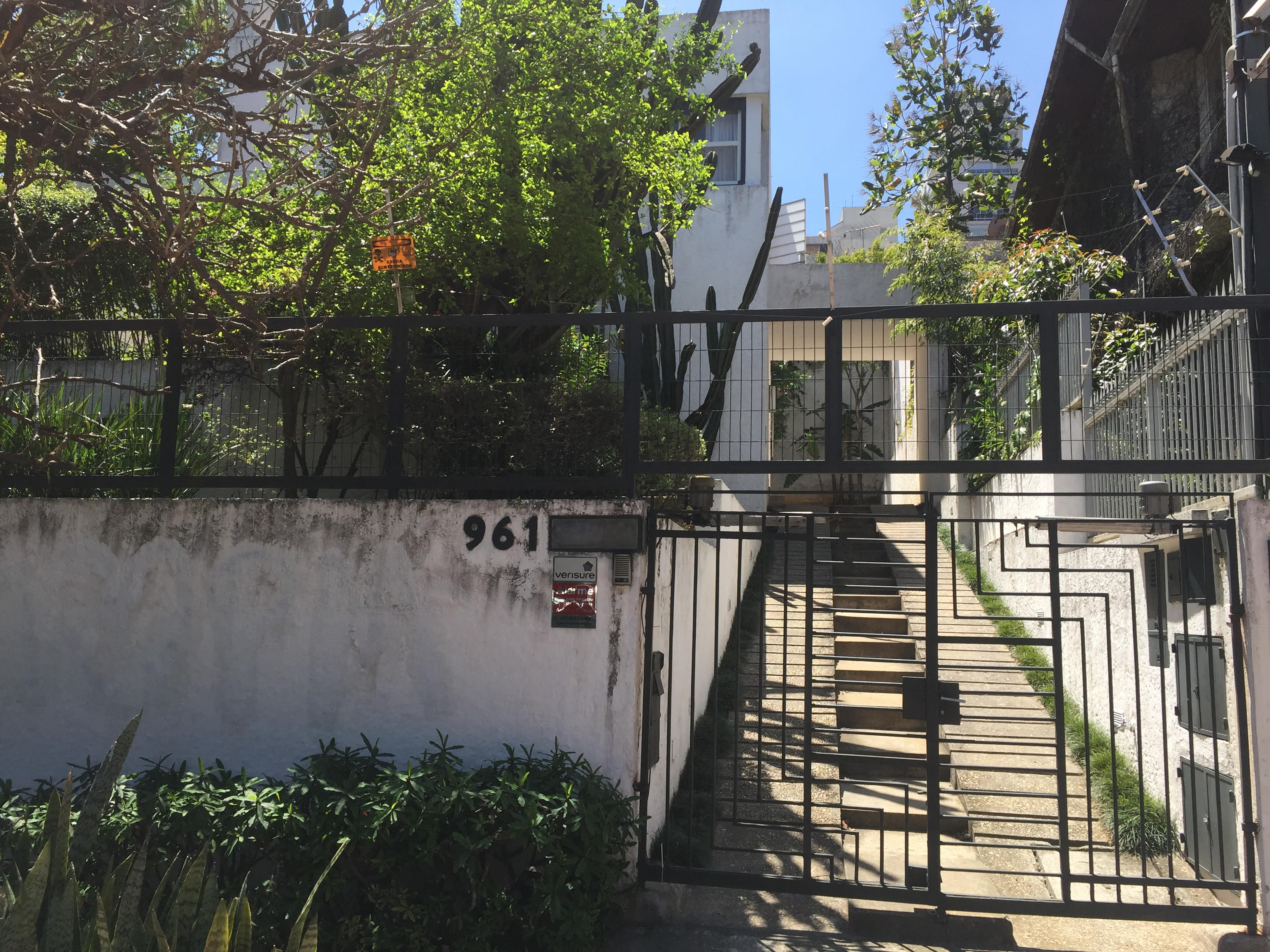
Na rua Itápolis, Casa Modernista foi sede de uma exposição que recebeu mais de 20 mil visitantes

O movimento do qual o ucraniano foi um dos precursores pretendia trazer à arquitetura ideias modernistas, de simplificação e rompimento com formalismos, que passavam a ganhar força no país após a realização da Semana de Arte Moderna, em 1922. À época, a arquitetura não era considerada uma das artes de vanguarda, com um trabalho posterior para também integrar essa frente de pensamento intelectual-artística.
Ainda em 1930, Warchavchik inauguraria uma terceira residência, esta na Rua Bahia, em Higienópolis. Após a exposição, a Casa Modernista, da Rua Itápolis se transformou em sua função primordial para a qual foi construída, a de residência, tendo sido, ao longo dos anos, o endereço fixo de diversos proprietários e inquilinos. A finalidade da mostra, além de exibir o que havia produzido, era a oportunidade do arquiteto marcar a posição em um debate que travava na esfera pública, defendendo que as construções deveriam abdicar de determinados padrões e concentrar a sua atenção ao aspecto do "morar". A mostra alcançou, a princípio, o objetivo, uma vez que a inauguração, em um bairro do Pacaembu ainda apenas parcialmente urbanizado, da residência chamou a atenção de todos os que por ali passavam, uma das razões para o alto número de visitantes para uma exposição na época.

## Arquitetura
A edificação que ficou conhecida como Casa Modernista contempla um terreno, localizado ao nº 71 da Rua Itápolis, no bairro do Pacaembu, com 14m de frente por 29,48m da frente aos fundos no lado direito, 35,10 m no lado esquerdo e 18m de fundo, totalizando 499m² de área total. A base quadrada com estas medidas produz um efeito prismático que aproxima a altura do pavimento térreo e do pavimento superior, ambas próximas a cerca de 3m de altura.

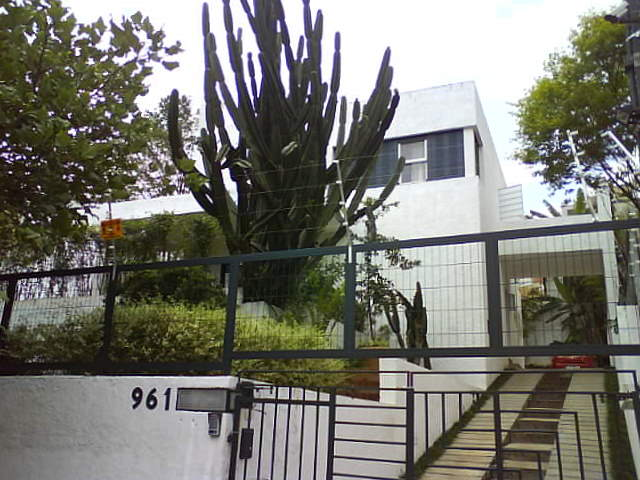
Estrutura da Casa Modernista, na Rua Itápolis, proporcionava que o piso térreo e o primeiro piso tivesse menos de 0,2m de diferença de altura

A residência é composta com muros de arrimo em gradação acelerada, o que passa a impressão de estabilidade e imponência. Uma característica particular da construção, uma forma particular de Warchavchik cumprir o preceito modernista de rejeitar os padrões históricos, foi o uso da assimetria, feito, segundo artigo do portal ArchDaily, por quatro elementos:
"o conjunto de planos que protege a varanda frontal, o conjunto de planos que protege a entrada lateral, o volume da cozinha posterior, e o par de linhas perpendiculares que apoia as pérgolas da varanda posterior". 
Na cobertura desta Casa Modernista, linhas horizontais estruturam o espaço regulador do imóvel, composta com uma linha contínua na marquise sobre o terraço, por um lado, e a janela de canto, no andar superior, passando a impressão de alongamento desta, em direção ao eixo vertical direito. A estrutura do edifício é dividida em quatro partes, por uma espécie de cruz próxima ao centro, que divide a casa em duas faixas de 3,8m, estas, também, subdivididas. Esta forma de disposição pode ser verificada, sobretudo, no pavimento superior, uma vez que, no térreo, os dois pavimentos dão espaço a uma ampla sala de estar, com abertura para a rua.
Em oposição ao que foi feito na primeira casa, na Rua Santa Cruz, Gregori Warchavchik, recorreu, na Rua Itápolis, à eliminação da perspectiva de eixo, com uma outra estrutura de circulação, permitindo que os quatro acessos fossem feitos através de uma única caixa de escadas, central. Para a construção, o arquiteto utilizou alicerces, em concreto, de pedregulho e cimento, paredes com alvenaria de tijolos, assentadas com uma camada de cal e areia, coberta por uma lage de tijolos furados intercalado, na proporção de um para quatro, com ferro impermeabilizado. Nos soalhos, taboas estreitas de peroba sobre madeiramento da mesma madeira, esquadria de portas e janelas de cedro, os quartos de dormir com vernezianas.

## Significado Histórico e Cultural

### A residência

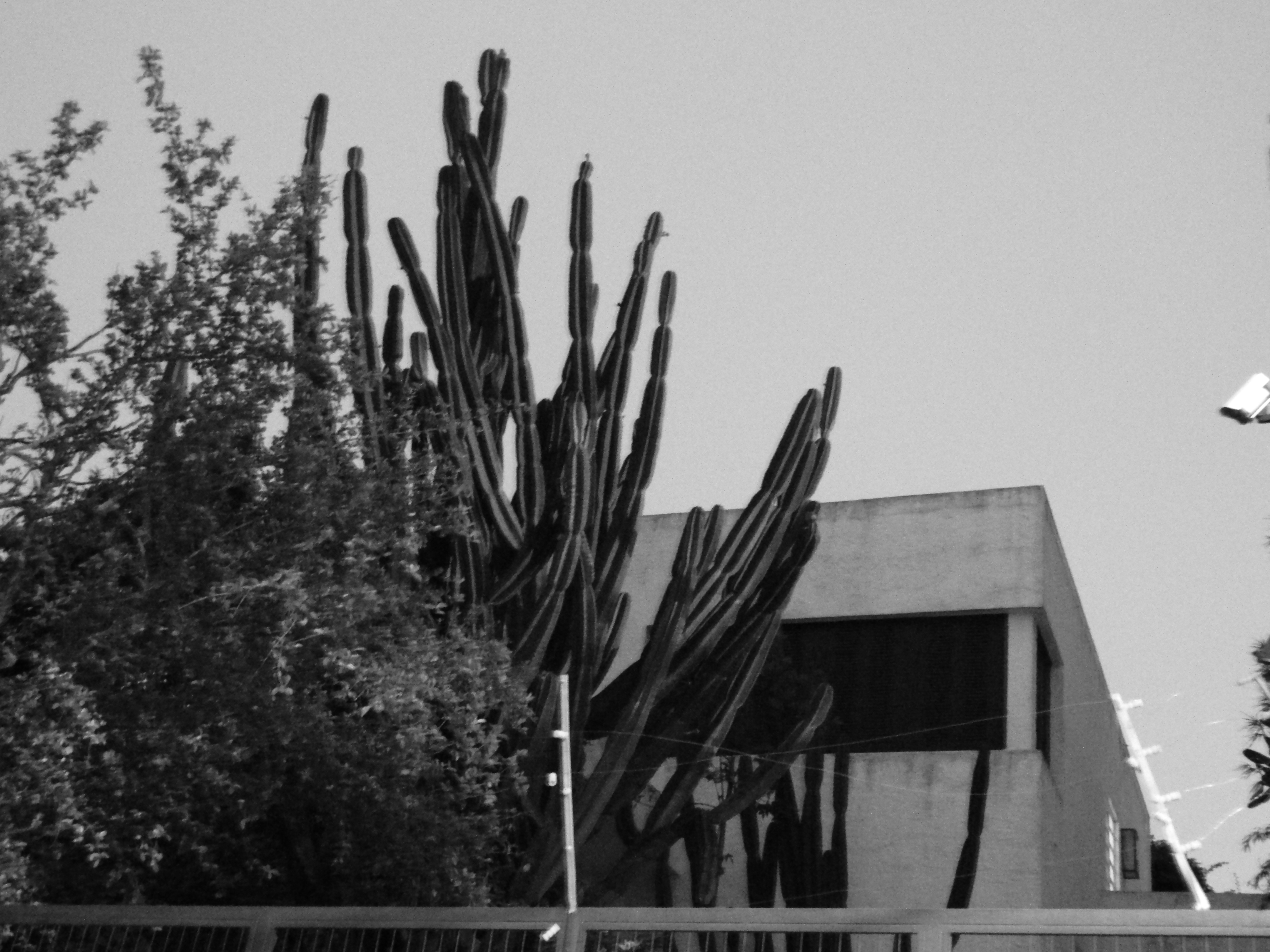
A forma de dispor a varanda foi um dos recursos utilizados por Warchavchik que rompeu com padrões arquitetônicos tradicionais

A Casa Modernista da Rua Itápolis teve um papel marcante de ser a representação física de uma ideia teórica, defendida pelos promotores da arquitetura moderna no Brasil, dentre eles o próprio Gregori Warchavchik, mas, até aquele momento, não concretizada de forma que pudesse ser verificada e discutida, como forma, inclusive, de ampliar seu conhecimento, até então restrito apenas à mais abastada elite intelectual. As proporções mais modestas da edificação, em contrapartida com a unidade anterior, da Rua Santa Cruz, facilitou que isso pudesse ser posto em prática.

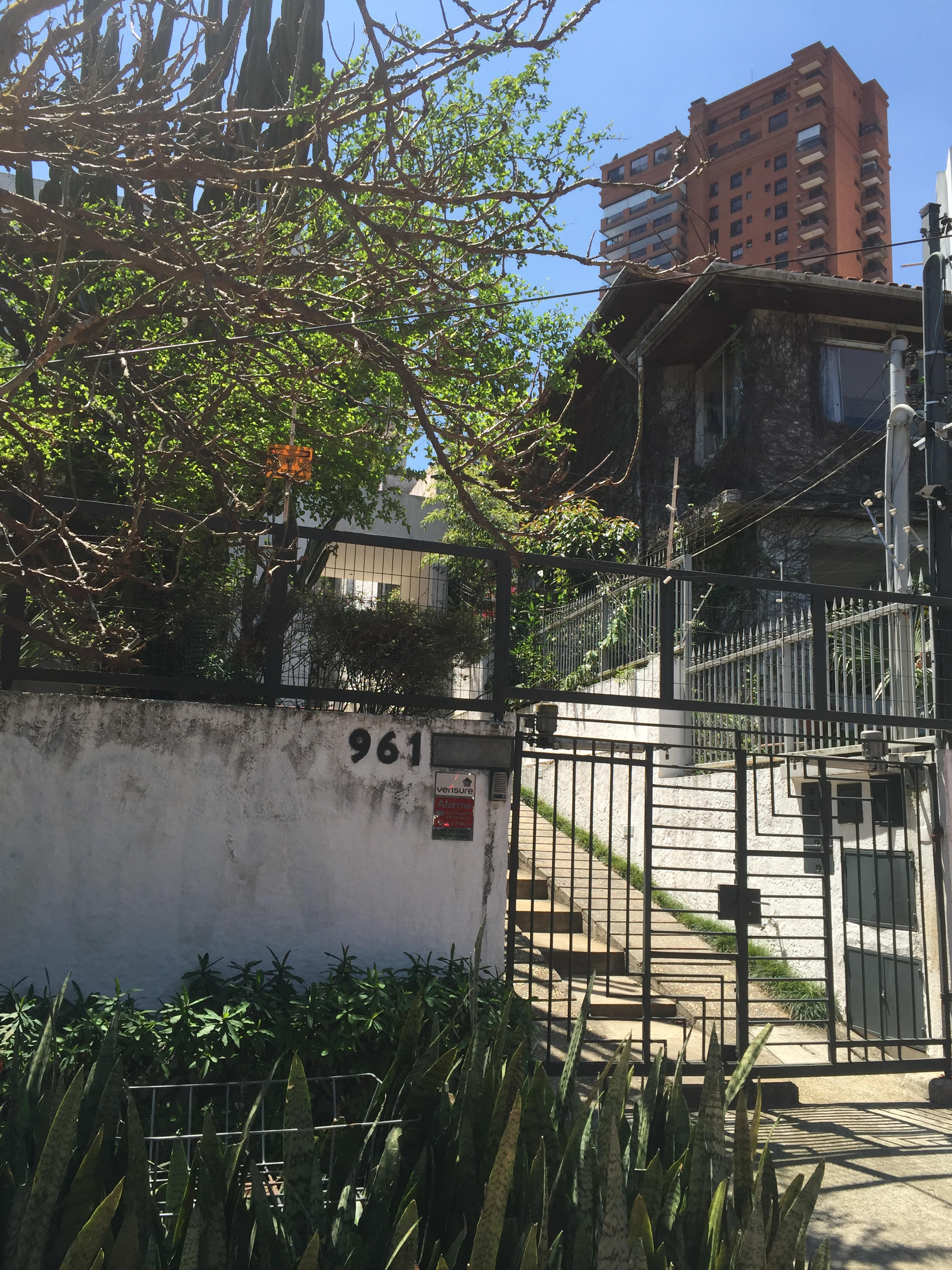
Na avaliação de arquiteto, Casa Modernista da Rua Itápolis segue com preceitos arquitetônicos atuais, que repensam a relação humana com o ambiente

Em entrevista ao jornal O Estado de S. Paulo, em 2010, a arquiteta Ilda Castelo Branco, estudiosa da obra do colega ucraniano, a inauguração da casa e a consequente exposição, em março de 1930, foram o "o mais importante acontecimento cultural, social e artístico da época depois da Semana de 1922". Neto do arquiteto, Carlos Eduardo Warchavchik, também projetista, afirmou ao mesmo jornal que o avô inovou ao trazer elementos novos para a arquitetura brasileira, como o uso de concreto armado, marcante nesta unidade da Casa Modernista, localizada no Pacaembu. Luiz Fernando Franco, diretor do Serviço do Patrimônio Histórico (atual IPHAN) à época da entrada do pedido de tombamento, em 1984, defendeu a tese de que a obra "inscreve-se internacionalmente e em pé de igualdade no período heroico do movimento moderno".
Apesar da intenção de expansão do conhecimento modernista sobre arquitetura, tanto esta residência, quanto à localizada na Rua Bahia, eram destinadas à elite econômica e intelectual de então. Uma importante solução arquitetônica, que ficou como legado de Warchavchik e da residência da Rua Itápolis e uma das razões para a sua preservação, é a solução para a implantação de edificações em terrenos afetados por aclives. No caso da outra residência, em Higienópolis, a inovação é em relação ao trabalho arquitetônico em declives.
Em entrevista ao jornal O Globo, em 2010, o arquiteto José Armênio Cruz ressalta, também, que a construção tem um caráter atual, uma vez que tem relação com as novas formas de relação com a cidade com as residências, típicas do início do Século XXI:

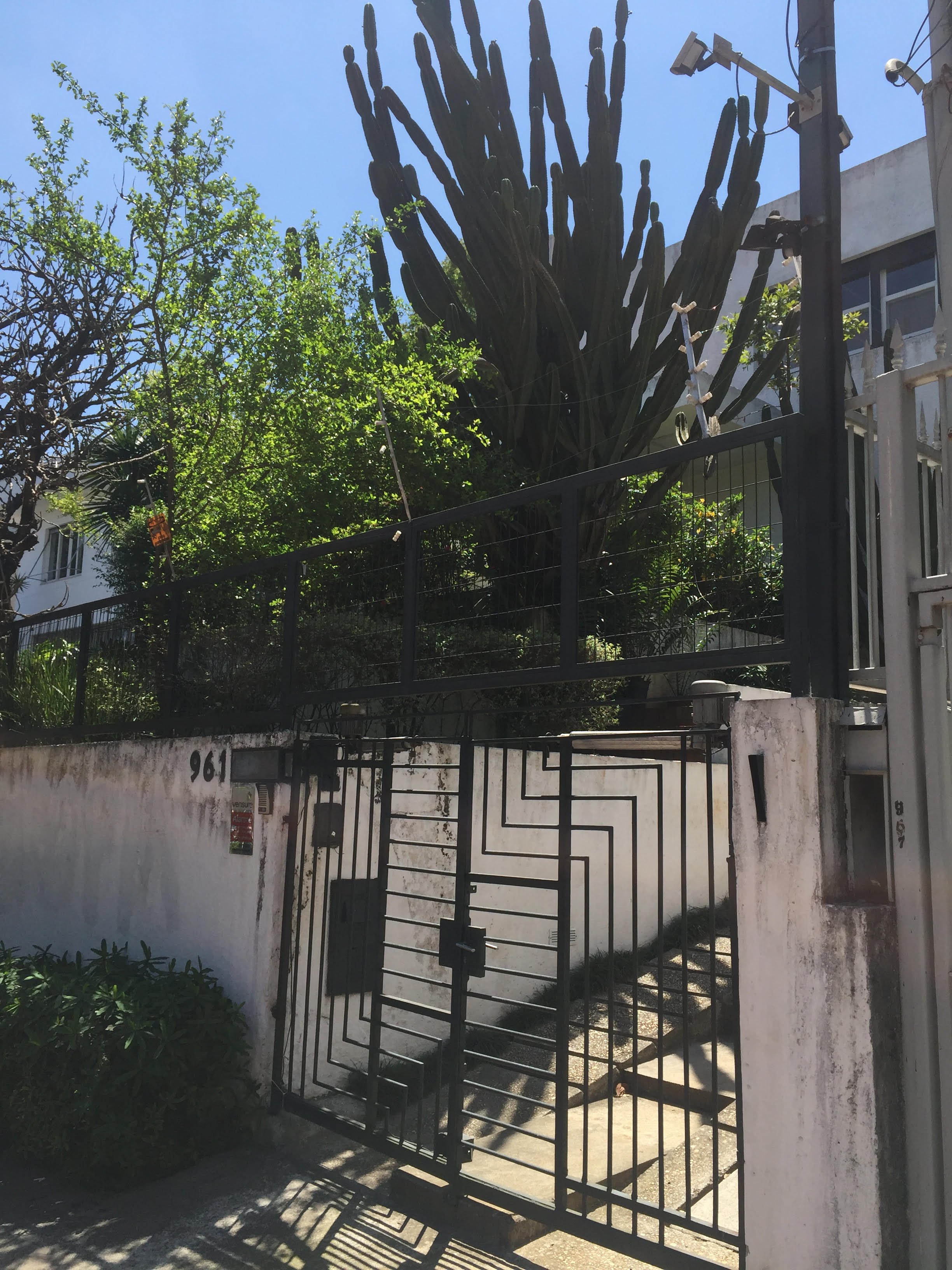
Mais de 80 anos após a inauguração, ainda sobre propriedade da família de seu criador, a Casa Modernista recebeu exposição em homenagem ao aniversário

"Esta casa reflete a nova relação do homem com a cidade. É um protótipo de residência urbana, com cômodos menores, garagem, uma cozinha prática, com acesso fácil aos equipamentos necessários para cozinhas e servir. O projeto também insere o morador na relação com a rua, a partir de um alpendre. Portanto, acho que essa casa nos leva a reflexão sobre o seu impacto no cotidiano, pois a arquitetura também desenha a relação do homem com o espaço"

### Tombamento
O tombamento da Casa Modernista da Rua Itápolis foi solicitado em um único pedido de tombamento, em conjunto com as unidades da Rua Bahia e da Rua Santa Cruz, encaminhado ao Instituto do Patrimônio Histórico e Artístico Nacional, tendo como relator o então conselheiro Eduardo Kneese de Mello, que recomendou "com entusiasmo" a preservação das três edificações. De acordo com a ata do Conselho Consultivo do Patrimônio Histórico e Artístico Nacional, em reunião que aprovou o tombamento no dia 13 de janeiro de 1986, Kneese de Mello defendeu a importância de se preservar, em especial, a casa da Rua Itápolis uma vez que tratava-se de "exemplar revolucionário, precursor da arquitetura contemporânea brasileira, construída em época que predominava, no Brasil, o ecletismo,"
A decisão do Conselho foi homologada pelo então ministro de Estado da Cultura, Celso Furtado, em 27 de junho do mesmo ano e registrada no Livro do Tombo da cidade de São Paulo, no nº 272, p. 70, no dia 25 de março de 1987. A decisão do órgão nacional de preservação do patrimônio teve reflexos nas relativas instâncias locais que atuam no  Estado de São Paulo. O Conpresp, órgão municipal, através da Resolução nº 5, em 1991, e o Condephaat, instância estadual, em 1994, confirmaram a decisão na década seguinte. A preservação decidida pelos órgãos é a de que a Casa permaneça, sobretudo, com tipologia residencial de uso, procedimento que agrada também os atuais proprietários, a família do arquiteto, que tem interesse de transformá-la em moradia.

## Estado Atual

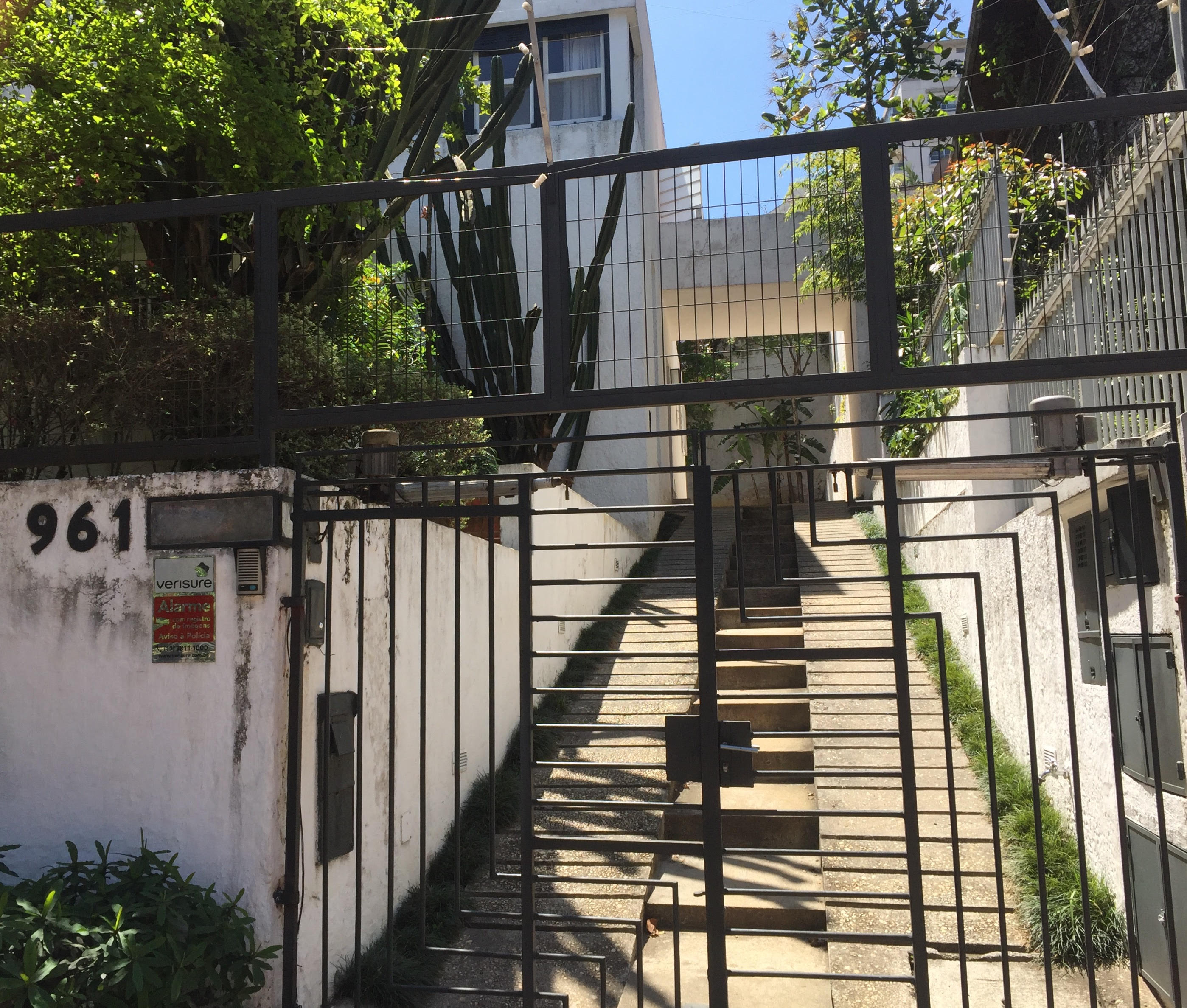
Escada, com adaptação para rampa de automóvel, na entrada da Casa Modernista da Rua Itápolis, patrimônio histórico nacional

Fechada após a exposição de inauguração, com décadas de uso residencial e particular, a Casa Modernista da Rua Itápolis, encontra-se atualmente em ótimo estado de conservação, principalmente após a desocupação da última inquilina, em 2007, e a reforma de restauração realizada com vistas ao aniversário de 80 anos da edificação da estrutura, completados em março de 2010.
Antes da ação dos familiares, o imóvel apresentava problemas na parte elétrica e infiltrações. Outra ação, decidida em conjunto com o IPHAN, foi a reversão de uma série de reformas realizadas durante o período de utilização da casa por terceiros que, na avaliação técnica, haviam descaracterizado preceitos da arquitetura moderna que foram implementados no imóvel.

### Exposição Modernista 80 anos
O aniversário foi marcado por uma espécie de reedição da Exposição de uma Casa Modernista, como homenagem ao trabalho de Warchavchik e reflexões sobre a relação entre os preceitos da arquitetura modernista e os desafios ambientais e arquitetônicos do Século XXI. Batizada de Modernista 80 Anos, a iniciativa, realizada pela família do arquiteto ucraniano e pelo escritório Piratininga, em ação coordenada com outra exposição em reconhecimento do trabalho dele, batizada de Warchavchik: Panorama Modernista 1925-1932, esta realizada pelo Museu da Casa Brasileira. A exposição realizada na Casa Modernista contou com imagens, plantas arquitetônicas e 25 objetos e móveis feitos pelo próprio arquiteto.
A mostra organizada pelo MCB reuniu maquetes de edificações do arquiteto, bem como desenhos de móveis e objetos, e tem a missão de não reeditar as exposições anteriores mas, sim, mostrar a atualidade do trabalho realizado. Ademais da exposição, o museu também coordenou aos finais de semana visitas à Casa Modernista de Itápolis, ação que fez parte do projeto Roteiros de Arquitetura.